# 俺たちハタチ族
『俺たちハタチ族』（おれたちはたちぞく）は、日本のロックバンド、フラワーカンパニーズの3枚目のスタジオ・アルバム。1996年11月21日、アンティノスレコードよりリリース。

## 概要
- "ハタチ族"シリーズの最後を飾る、前作より8ヶ月ぶりのアルバム。
- 初回のみ豪華36ページ、オールカラーブックレット仕様。初回仕様が作られたのはこれが初。
- 後述「俺たちハタチ族＋9」の発売に伴い現在は廃盤。

## 収録曲
全作詞：鈴木けいすけ　全編曲：フラワーカンパニーズ
1. 冬のにおい (4:15)
作曲：竹安堅一・鈴木けいすけ
3rdシングル曲。
2. ああ今日も空振り（ロングヴァージョン） (4:16)
作曲：グレートマエカワ・鈴木けいすけ
2ndシングル曲のアルバムバージョン。
3. どこへいこうかな (3:07)
作曲：竹安堅一・鈴木けいすけ
4. メーター振り切れ (3:24)
作曲：竹安堅一・鈴木けいすけ
5. あったかいコーヒー (4:30)
作曲：竹安堅一・鈴木けいすけ
6. 春色の道 (4:49)
作曲：グレートマエカワ・鈴木けいすけ
7. 俺たちハタチ族 (2:56)
作曲：グレートマエカワ・鈴木けいすけ
8. 宙ぶらりんの君と僕 (4:49)
作曲：グレートマエカワ・鈴木けいすけ
9. 小さな巨人(4:28)
作曲：フラワーカンパニーズ
10. なんとかなりそう (4:01)
作曲：竹安堅一・鈴木けいすけ

### 参加ミュージシャン
- 友成好宏：ピアノ・オルガン (2,6,8)
- 野毛乱：パーカッション (6)

## 俺たちハタチ族＋9

### 概要
3rd album「俺たちハタチ族」に、ボーナス・トラックとしてシングルのカップリング曲、1997年3月29日に行われた神戸チキンジョージでのライブ音源を収録した再発アルバム。全曲リマスタリング音源。

### 収録内容
1～10：上記収録内容と同じ
13〜19：（神戸チキンジョージ　'97.3.29）
- 11. せんちめんたるお月さん (3:51)
- 作詞：鈴木けいすけ　作曲：グレートマエカワ・竹安堅一
- 2ndシングルのカップリング曲。
- 12. すきま風 (3:01)
- 作詞：鈴木けいすけ　作曲：グレートマエカワ
- 3rdシングルのカップリング曲。
- 13. オープニング～冬のにおい (6:27)
- 14. フェイクでいこう (2:30)
- 15. 小さな巨人 (4:48)
- 16. どろぼう (3:36)
- 17. ああ今日も空振り (3:50)
- 18. どこへいこうかな (3:00)
- 19. なんとかなりそう (4:07)